# Geissorhiza rosea
Geissorhiza rosea är en irisväxtart som först beskrevs av Friedrich Wilhelm Klatt, och fick sitt nu gällande namn av Robert Crichton Foster. Geissorhiza rosea ingår i släktet Geissorhiza och familjen irisväxter. Inga underarter finns listade i Catalogue of Life.